# 松本見聞録
松本見聞録（まつもとけんぶんろく）は、ダウンタウンの松本人志が司会を務めるTBSの深夜バラエティ番組。2008年4月1日が初回で、月1回放送されていたが、2009年3月8日（9日未明）を最後に放送されていない。

## 番組内容

### 2008年4月〜8月
伊能忠敬に扮した松本が、街中にある一風変わった物を訪ねる町歩き番組。視聴者からもらった情報をもとに目的地に行き「○○かい!」と突っ込みを入れるのが恒例。
ダイレクトに目的地には行かず、周辺を散策しながら徐々に近づいていき（目的地までの距離がメートル表記で表示されている）、途中に変わった物があった場合は併せて取り上げると言うスタイルを取っている。
1時間番組だった第1回は、現地にはスタッフが赴き、松本がスタジオでVTRに対して突っ込みを入れる場合もあった。
第1回の評判が影響したのかどうかは定かでないが、第2回以降は30分間に縮小され、時間帯も遅くなり金曜日の深夜3時台となっている。スタジオ収録・スタッフによる散策は廃止され全編が松本のロケとなった。松本が急ぎ足でその場所に行き、途中にある物を取り上げることも少なくなった。これに関し松本は「とにかく時間がない」「この番組嫌いじゃないけど、オンエア時間を考えるとやる意味がない」とぼやいたり、「編集でなんとかできるだろう」と言っている。
目的地に着くまでのグダグダとした独特の空気や、「松ちゃん 頑張って!」などと道中に素人から声を掛けられるのも番組の特徴であった。

### 2008年10月〜2009年3月
放送時間が深夜1時台の第2日曜日に変更され番組もリニューアルされた。内容は「ギャグ数珠つなぎ」と題してギャグをやらせ自分のギャグを超えられるギャグを持っている人を紹介してもらう企画となっている。尚、ギャグをやってくれたら番組から3000円以内で食事をおごってもらえるが無理矢理3000円おごってもらわなくても可能。松本はスタジオでセットの輪の中から顔を出してVTRを視聴する。

## 放送日
放送時間はJST
- 放送時間は2008年9月まで月1金曜日深夜2:55〜3:25（土曜日未明）、10月より第2日曜日深夜0:50〜1:20（月曜日未明）。

| 各回   | 放送日         | 放送時間      | 放送内容         |
| ------ | -------------- | ------------- | ---------------- |
| 第01回 | 2008年4月1日   | 23:50〜翌0:55 | 中野・恵比寿編   |
| 第02回 | 2008年5月31日  | 2:55〜3:25    | 日暮里編         |
| 第03回 | 2008年6月21日  | 3:00〜3:30    | 五反田編         |
| 第04回 | 2008年7月19日  | 2:55〜3:25    | 蒲田編           |
| 第05回 | 2008年8月30日  | 2:55〜3:25    | 亀戸編           |
| 第06回 | 2008年10月13日 | 0:56〜1:26    | ギャグ数珠つなぎ |
| 第07回 | 2008年11月10日 | 0:50〜1:20    | ギャグ数珠つなぎ |
| 第08回 | 2008年12月15日 | 0:50〜1:20    | ギャグ数珠つなぎ |
| 第09回 | 2009年1月12日  | 0:55〜1:25    | ギャグ数珠つなぎ |
| 第10回 | 2009年2月9日   | 0:50〜1:20    | ギャグ数珠つなぎ |
| 第11回 | 2009年3月9日   | 0:50〜1:20    | ギャグ数珠つなぎ |

## その他
- 松本は自身の伊能忠敬の服装に関して、「越前屋俵太とかぶっている。」と発言したことがある（「MXテレビか何かで見た。」と言っていたネタ元の番組『俵太の達者でござる』はtvkで放映。）。
- 2008年11月9日に日本テレビでプロ野球中継の延長で松本出演の「ダウンタウンのガキの使いやあらへんで!!」とバッティングした。
- 2009年2月8日放送で、芸人がネタをやる前に後ろにいた女性がコケたり、ギャグ中に男性がカメラを横切る珍しいシーンが見られた。

### 地方局での放送
- RKB毎日放送

不定期放送。（「ギャグ数珠繋ぎ」より深夜に放送、それ以前の企画は土日夕方に放送していた）
- テレビユー福島

水曜深夜に不定期放送。
- 大分放送

第2回「日暮里編」2008年9月30日、第3回「五反田編」2008年10月6日
- 熊本放送

日曜昼に不定期放送。
- 中部日本放送

土日夕方や深夜に不定期放送。
- 南日本放送

番組の穴埋めで放送。
- 静岡放送

第3回「五反田編」2008年9月27日、第4回「蒲田編」2008年10月18日、第5回「亀戸編」2008年10月25日、第7回「ギャグ数珠つなぎ」2008年12月31日、第8回「ギャグ数珠つなぎ」2009年1月8日、第9回「ギャグ数珠つなぎ」2009年2月5日
- あいテレビ

第5回「亀戸編」2008年10月20日、第4回「蒲田編」2009年1月8日、第6回「ギャグ数珠つなぎ」2009年3月8日
- 北海道放送

第4回「蒲田編」2009年3月22日、第6回「ギャグ数珠つなぎ」2009年4月27日、第7回「ギャグ数珠つなぎ」2009年5月11日、第10回「ギャグ数珠つなぎ」2009年10月21日、第11回「ギャグ数珠つなぎ」2009年10月28日
- IBC岩手放送

番組の穴埋めで放送。

## ギャグ数珠つなぎで繋げた芸人
- 10月12日放送分

山下しげのり（ジャリズム）→羽生幸次郎（Bコース）→又吉直樹（ピース）→佐藤大（グランジ）→世界のナベアツ（ジャリズム）→原西孝幸（FUJIWARA）
- 11月9日放送分

村上ショージ→河本準一（次長課長）→後藤輝基（フットボールアワー）→さだ（放送作家）→しあつ野郎
- 12月14日放送分

木村明浩（バッファロー吾郎)→金成公信（ハローバイバイ）→玉城泰拙（セブンbyセブン）→林大介（かたつむり）→山本博（ロバート）
- 1月11日放送分

川田広樹（ガレッジセール）→佐久間一行→中谷貴寛（ポテト少年団）→宮地謙典（ニブンノゴ!）→庄司智春（品川庄司）
- 2月8日放送分

秋山竜次（ロバート）→黒沢かずこ（森三中）→キシモトマイ→ボン溝黒（カナリア）→藤本敏史（FUJIWARA）
- 3月8日放送分

→近藤春菜（ハリセンボン）→もう中学生→椿鬼奴→山田與志（COWCOW）→山崎邦正
全31人

## スタッフ
- 企画：松本人志
- 構成：高須光聖、長谷川朝二、寺田智和
- CAM：石毛雄己、小林孝至
- AUD：渡邊拓
- 美術進行：今井隆之
- 美術デザイン：松井夢壮
- VTR編集：木村有宏
- MA：黒羽靖志
- 音効：石川良則
- ヘアメイク：TEES
- AD：石川千成、由茅奈保美、助川康仁、沖島新菜、中村大輔
- AP：中野加奈子
- ディレクター：渡辺剛、椎葉宏治、本間和美、吉田昌平、原田浩司
- 制作プロデューサー：村田聡子（NET WEB）
- プロデューサー：田島雄一（よしもとクリエイティブ・エージェンシー）、江間浩司（NET WEB）
- 技術協力：スウィッシュ・ジャパン、ザ・チューブ、SPOT
- 美術協力：フジアール
- 制作協力：NET WEB
- 制作：吉本興業
- 製作：TBS